# Годулян Костянтин Васильович

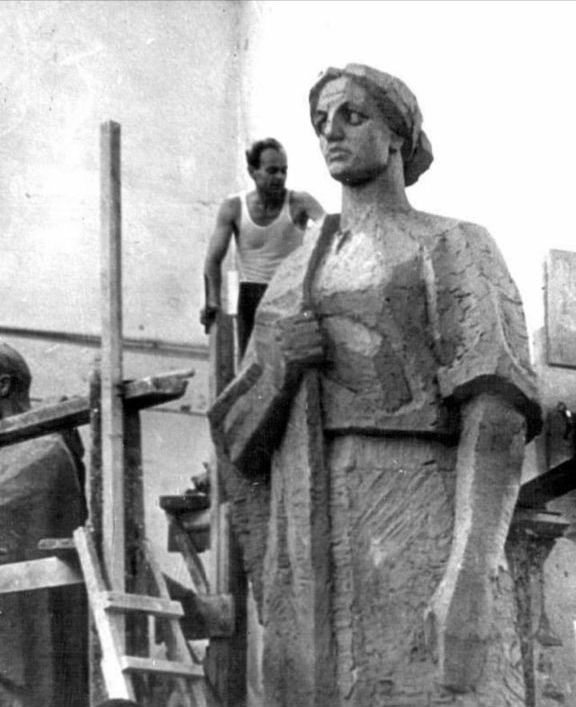
Костянтин Годулян за роботою

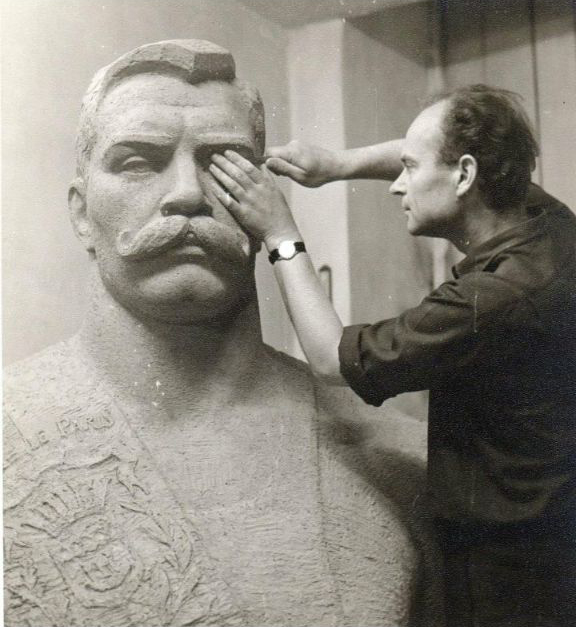
Костянтин Годулян працює над чоловiчим бюстом

Костянтин Васильович Годулян (8 січня 1929, Одеса — 8 жовтня 1996, Німеччина) — український скульптор, член спілки художників України.

## Біографія
Костянтин Васильович Годулян народився 8 січня 1929 року в місті Одеса. Ріс і виховувався в селянській родині. У роки війни навчався в школі в Одесі (в окупації).
В 1946 році вступив до Одеського державного художнього училища на скульптурне відділення. Закінчив його з відзнакою в 1951 році. У цьому ж році вступив до Київського державного художнього інституту на скульптурне відділення. Закінчив його в 1958 році, отримавши кваліфікацію художника-скульптора (викладачі М. Гельман, М. Лисенко, О. Олійник). Працював в жанрах станкової і монументальної скульптури. Учасник республіканських виставок з 1958 року. 
У 1955 році у Костянтина та його дружини скульптора Ніни Носенко народилася дочка Лідія, яка стала концертмейстером. У другому шлюбі народилася дочка Алла Годулян (балерина Національної Опери України), а також виховував пасинка Володимирова Андрія Гавриловича.
До Німеччини приїхав в травні 1996 року. Прожив в Дессау 4 місяці. Помер 8 жовтня 1996 після важкої операції на серці.

## Вибрані роботи
- Меморіальний комплекс «Монумент безсмертя» (архітектор Б. І. Бердник, 1967). Південно-східна околиця міста, біля автодороги Суми — Харків

Монумент являє собою протяжну (понад 40 метрів) композицію, головний акцент якої — танк Т-34 на низькому похилому постаменті. Продовженням його служить розпластаний подіум з меморіальними плитами, на яких висічені імена загиблих в боях за Охтирку радянських воїнів. На подіумі височіє скульптура Батьківщини-матері (6,5 м). Поруч — поранений воїн з гранатою в руці. Завершують композицію дві стели з іменами воїнів-земляків, що не повернулися з фронту, і номерами військових частин, які визволяли Охтирку. 
- Меморіальна дошка Ю. П. Дольд-Михайлику, українському письменнику, на фасаді будинку, де він жив і працював у 1952—1966 роках; граніт, портрет; архітектор Р. П. Юхтовський (17.03.1968)
- Китобій (1958)
- Архітектор (1967)
- Бронзове погруддя на постаменті з сірого граніту мореплавця Лисянського Юрія (1974) у місті Ніжині
- Меморіальна дошка Заболотному Данилові Кириловичу в м. Києві на вулиці Велика Житомирська, архітектор А. А. Сницарев (1973)
- Меморіальна дошка Горькому Олексієві Максимовичу в м. Києві на вулиці Лютеранскій, бронза, барельєфний портрет; архітектор Р. П. Юхтовський (1970)
- Меморіальна дошка Ігорю Андрійовичу Савченко, який працював на кіностудії у 1938—1941 та 1947—1949 роках. Виготовлена з граніту і бронзи, відкрита 9 жовтня 1970 року.

Меморіальна дошка на честь кінорежисера Ігоря Савченка, встановлена на адміністративному корпусі кіностудії імені Олександра Довженка (Київ)